# Hedvábí eri

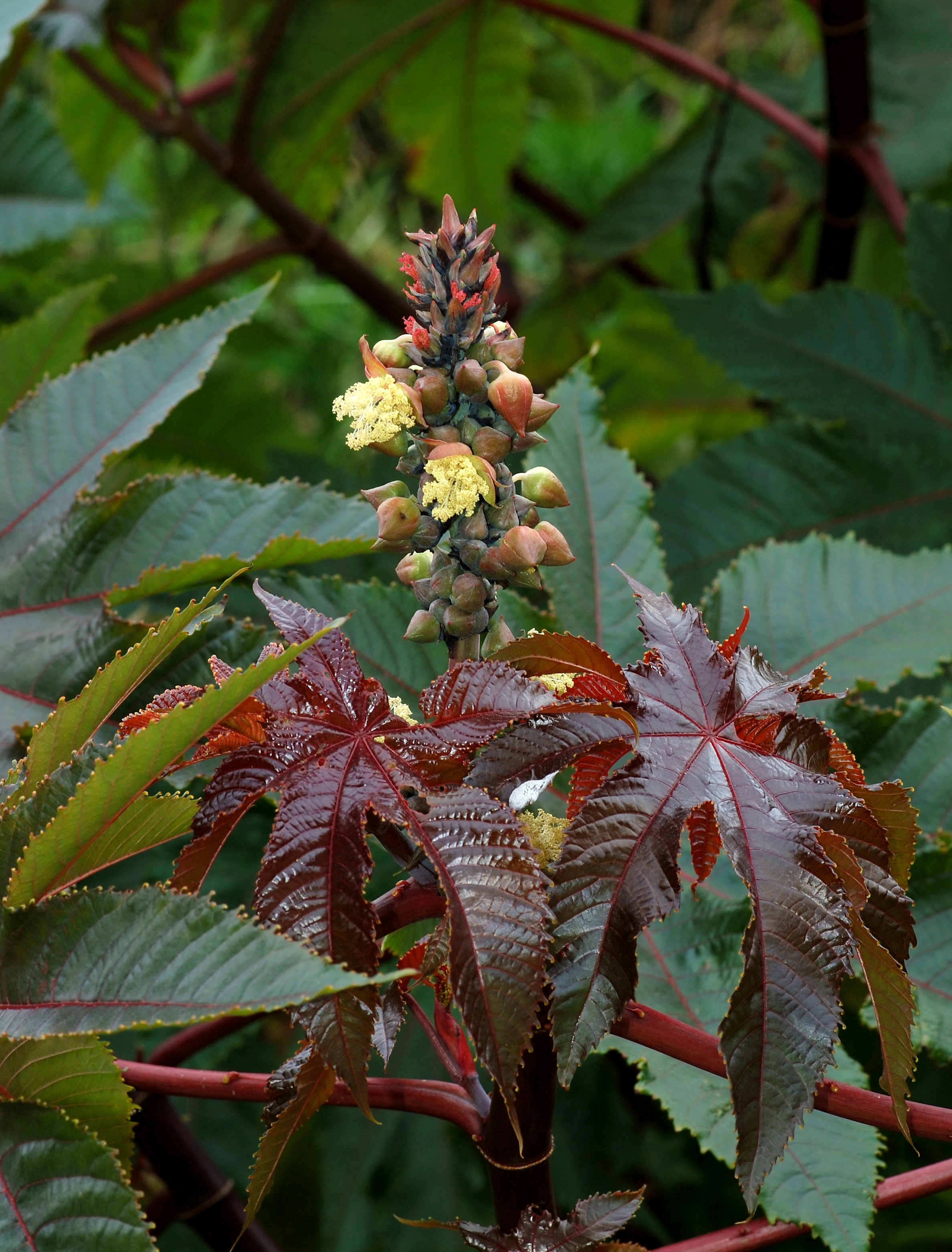
Kvetoucí Ricinus communis

Eri je plané hedvábí získávané ze sekretu housenky Samia ricini, která se živí listy rostlin castor (Ricinus communis =skočec obecný) a kesser (Heteropanax fragrans). Název je odvozen od assamského slova era = ricin. 
Assam je považován za oblast vzniku hedvábí eri. Doba původu není známá, nejstarší písemné doklady pocházejí z roku 1779. 
V roce 2012 byl Ásám s 2013 tunami s odstupem největší dodavatel tohoto materiálu na světě. Plantáže s rostlinami castor a kesser měly rozlohu 825 ha. V 21. století se začala zavádět výroba hedvábí eri také v jiných zemích, např. v Thajsku (20 rodin se tam zabývá chovem eri, předením a tkaním).

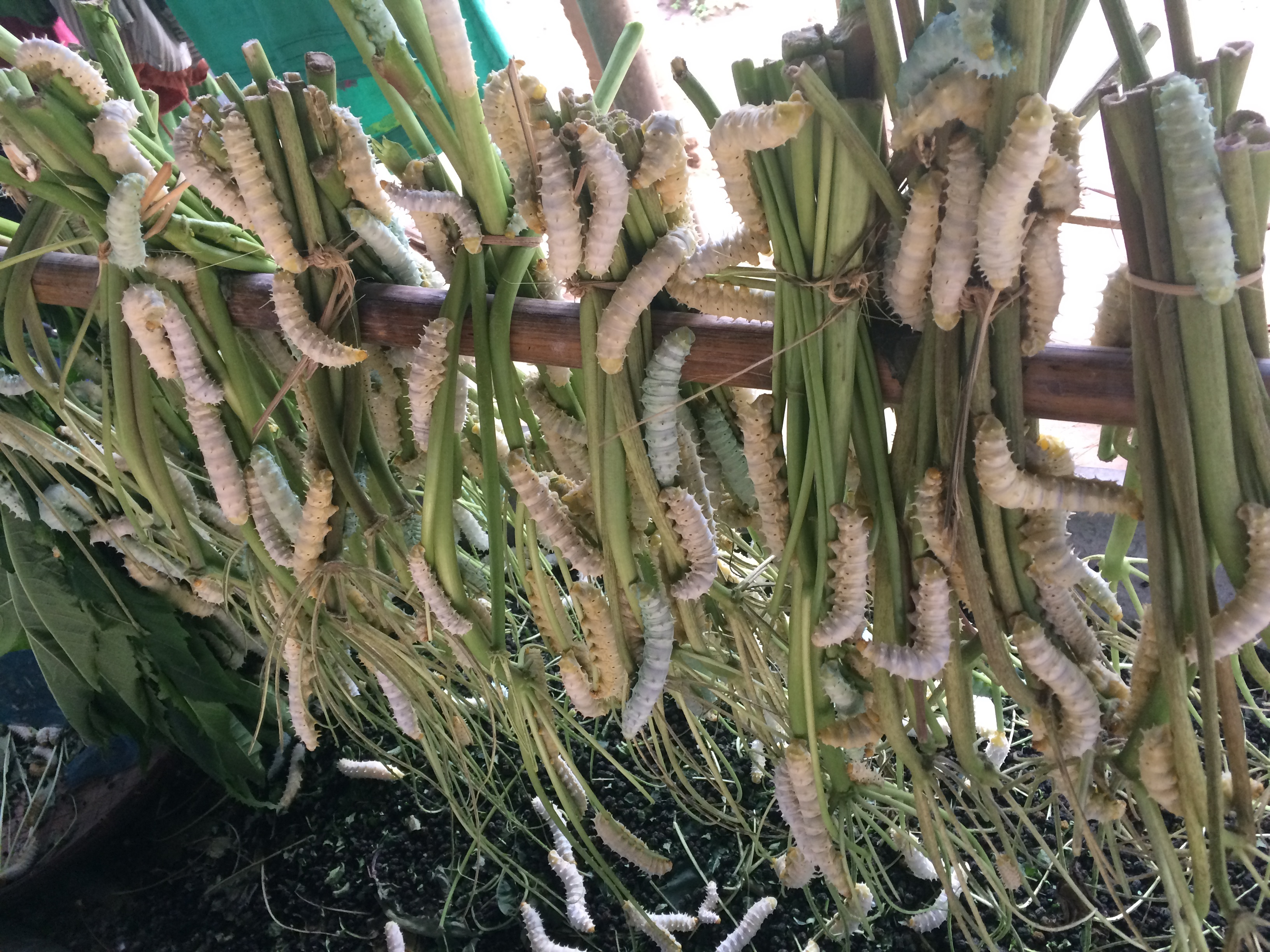
Chov housenek

## “Výroba” hedvábných vláken

### Krmení eri housenek

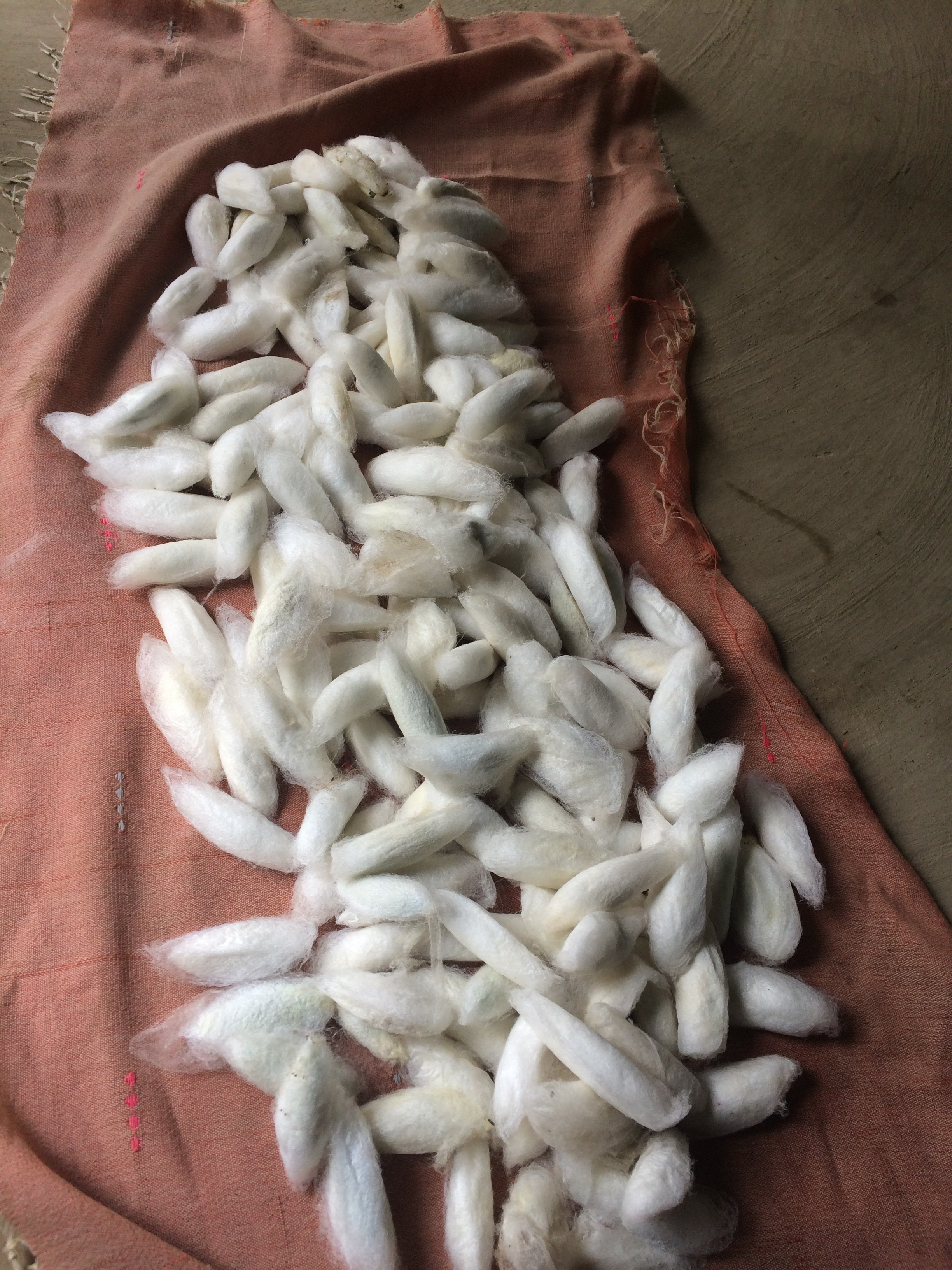
Kokony před zpracováním

se provádí v zastřešených, vzdušných prostorách pravidelným podáváním listů z castoru nebo kesseru. Listy castoru se sklízejí 4× ročně, listy kesseru 3×, celkový roční výnos z kultivované plantáže obnáší 12–14 t/ha.
Životní cyklus motýla eri (kladení vajíček-housenka-kukla-kokon-motýl) trvá 44 dní v létě nebo 85 dní v zimě. Vajíčka kladená motýlem se sbírají a skladují asi 9–15 dní až do vylíhnutí housenek. Housenky se pak uloží na palety (300 housenek na cca 1 m2 plochy) do dřevěného regálu, kde se krmí 4–5× denně listy castoru nebo kesseru po dobu 20–22 dní.

### Získávání vlákna
Zralé housenky se přeloží do koše vystlaného suchým listím, kde se během 3–6 dní zakuklí. Když z kukly (kokonu) po 15–20 dnech odlétne motýl, suší se několik dní (obvykle) na slunci, odkližuje v horké alkalické lázni a zabalí do listu z banánovníku. Po 3–4 dnech se uvolní obsah kokonu, nečistoty a nežádoucí příměsi se vypláchnou vodou. Kokon obsahuje cca 1 g vláken v útržcích s maximální délkou 2 metry. 

## Vlastnosti vlákna

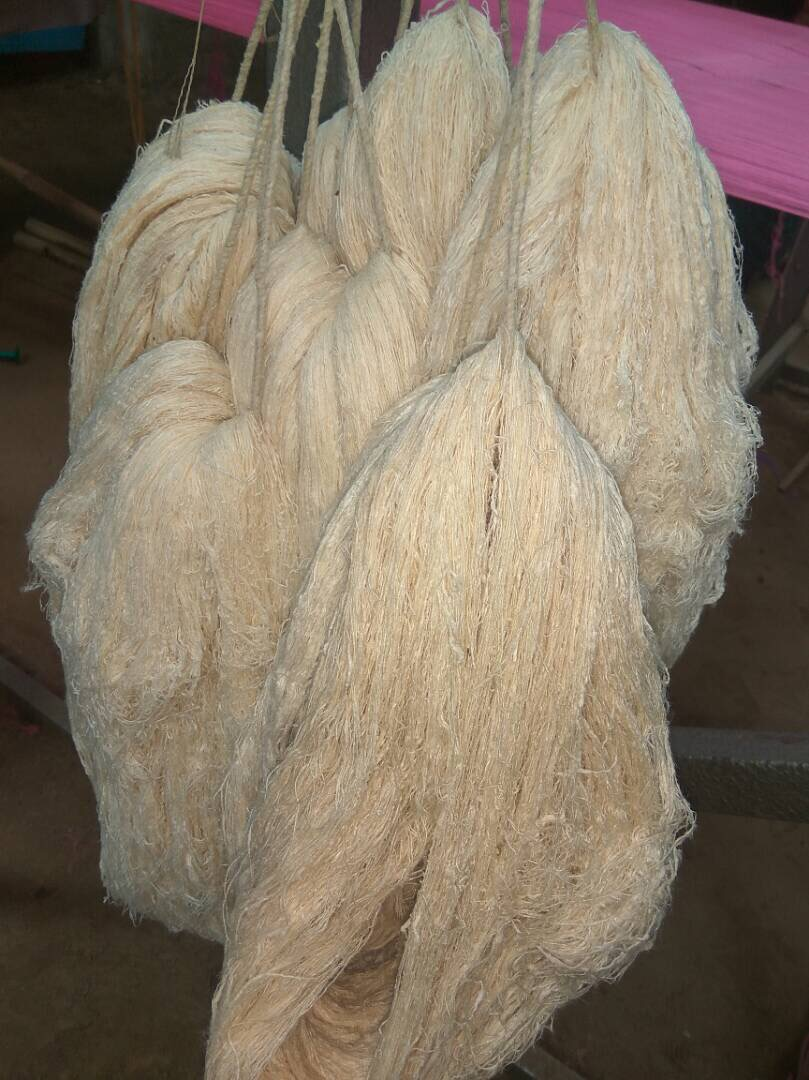
Příze z eri hedvábí předená na kolovratu (Indie 2017)

Vlákna mají tloušťku 2–2,5 dtex, pevnost 3–3,5 g/dtex, tažnost 20–22 %. Vlákna jsou hřejivá téměř jako ovčí vlna s omakem podobným bavlně. Barva vláken je cihlově červená nebo (po odklížení) bílá.

## Výroba příze

### Předpřádlo
Vláknina v kokonech se před spřádáním odkližuje v alkalické lázni po dobu 2–3 hodin. Pro přípravu k předení jsou známé dvě technologie k výrobě vlákenného pramenu: 
- bez mykání = 2 pasáže rozvolňování (buben s pilkovým potahem) – stříhání (na délku 2 až 7 cm) – zjemňování válečkovým průtahovým ústrojím
- s mykáním = rozvolňování – mykání – stříhání – zjemňování

Předpřádací linka produkuje asi 500 g vlákenného pramene za hodinu.

### Dopřádání
Eri hedvábí se dá spřádat ručně, na různě upravených kolovratech i na prstencových dopřádacích strojích.
V indickém Assamu bylo ve 2. dekádě 21. století  v provozu asi 480 zařízení, z toho 436 míst s ruční metodou takli a 47 upravených kolovratů amber charka.
Ručně se dá upříst asi 5 gramů materiálu za hodinu, výkon kolovratu je cca šestinásobný.
U ručního předení metodou takli (nebo takuri) se používá jako jediný nástroj vřeteno s hákovým vodičem příze na špičce. Předení sestává z přerušovaných úkonů: vedení svazku vláken přes vodič k vřetenu – otáčení přeslenem, zakrucování určité délky příze – navíjení příze na vřeteno.
Upravený kolovrat zvaný amber chakra (jantarový kolovrat) zakrucuje pramínek vláken s pomocí vřetene s cívkou, na kterou se navíjí příze. U zdokonalených konstrukcí se k navíjení příze používá prstenec s běžcem, který obíhá kolem cívky. Chakra se staví se 2 až 6 vřeteny poháněnými nohou přes pedál nebo i elektromotorem.

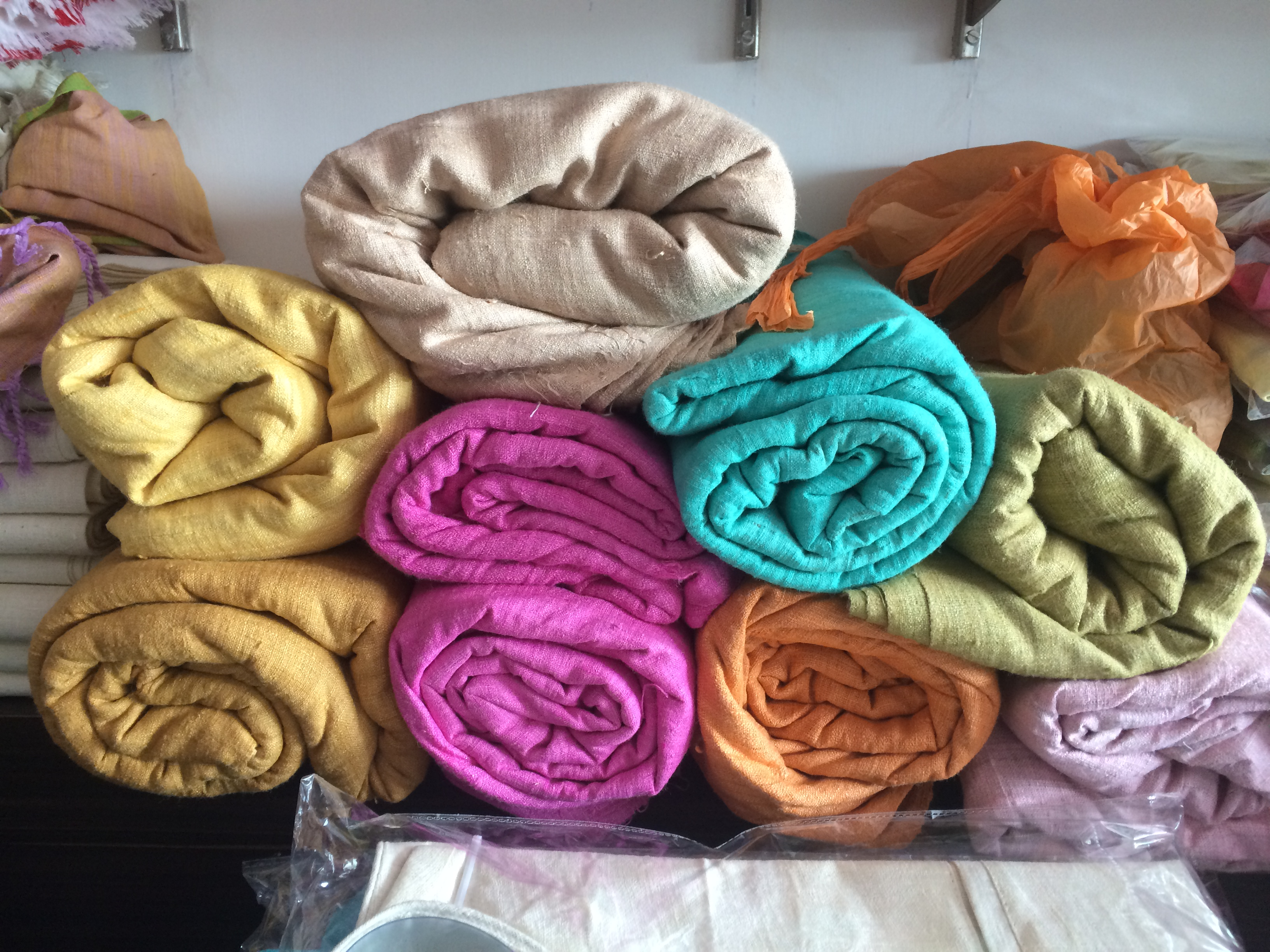
Tkaniny barvené přírodními barvivy (Indie 2017)

## Tkaní z eri příze
se provádí téměř výlučně na jednoduchých ručních stavech, jen výjimečně vybavených listovkou nebo žakárovým ústrojím. V roce 2012 bylo v Indii evidováno 200 tkalců hedvábí eri, v provozu bylo 48 ručních stavů.

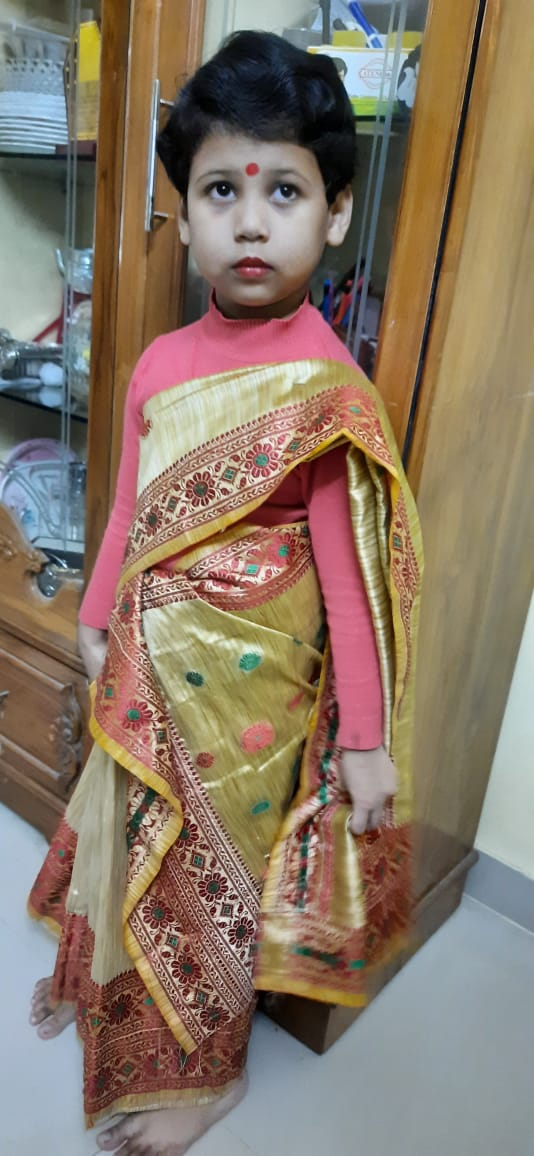
Čádor z hedvábí eri, (Indie 2022)

## Použití
Eri je považováno za hedvábí chudých lidí. Tradičně se tkaniny z eri používaly na pánské čádory a dámské přehozy v přírodních barvách. V posledních desetiletích se vyrábějí z eri tkané sukně, halenky, vázanky, šály, často s výšivkami a pleteniny na svetříky apod.
V evropském obchodě se textilie z eri hedvábí často propagují jako typicky ekologické výrobky, protože motýli se při zpracování jejich kokonů neusmrcují.
Pro amatérskou výrobu příze se nabízí posukovaný pramen z eri vláken za cca 250 €/kg.